# 勒德堡湖

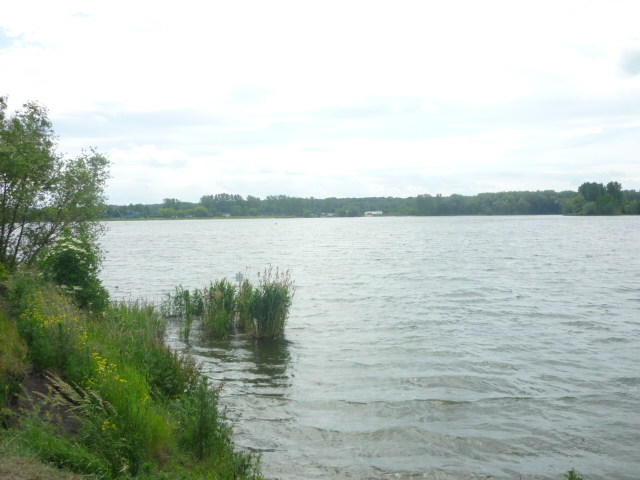

51°52′55″N 11°31′34″E / 51.882081°N 11.52616°E
勒德堡湖（德語：Löderburger See），是德國的湖泊，位於該國東北部，由薩克森-安哈爾特州負責管轄，處於薩爾茨蘭縣，該湖泊長1公里、寬0.7公里，面積0.36平方公里。